# ...The Stories We Could Tell
...The Stories We Could Tell es el octavo álbum de estudio de la banda de rock estadounidense Mr. Big y el segundo desde su reunión en 2010. Fue producido por Pat Regan (Kiss, Deep Purple, Warrant, Keel) y cuenta con 13 nuevas canciones de estudio, incluyendo a "Gotta Love the Ride", "The Man Who Has Everything", "Just Let Your Heart Reside" y "I Forget to Breathe".

## Lista de canciones
1. Gotta Love the Ride – 4:28 (Paul Gilbert, Eric Martin, André Pessis)
2. I Forget to Breathe – 4:12 (Gilbert, Martin, Pessis, Billy Sheehan, Pat Torpey)
3. Fragile – 4:37 (Martin, Pessis)
4. Satisfied – 4:41 (Gilbert, Martin, Pessis, Sheehan, Torpey)
5. The Man Who Has Everything – 3:58 (Martin, Pessis, Marti Frederiksen)
6. The Monster in Me – 4:02 (Gilbert, Martin, Pessis, Sheehan, Torpey)
7. What If We Were New? – 4:00 (Martin, Pessis)
8. East/West – 4:29 (Torpey, Lanny Cordola)
9. The Light of Day – 3:22 (Gilbert, Martin, Alex Dickson)
10. Just Let Your Heart Decide – 4:19 (Gilbert, James Dotson)
11. It's Always About That Girl – 4:28 (Gilbert, Martin, Pessis, Sheehan, Torpey, Tony Fanucchi)
12. Cinderella Smile – 4:56 (Gilbert, Martin, Pessis, Sheehan, Torpey)
13. The Stories We Could Tell – 4:00 (Gilbert, Martin, Pessis, Sheehan)

## Personal
- Eric Martin – voz
- Paul Gilbert – guitarra, coros
- Billy Sheehan – bajo, coros
- Pat Torpey – batería, percusión, coros